# 19788 Hunker
19788 Hunker este un asteroid din centura principală, descoperit pe 28 august 2000, de LINEAR.